# Allopogon
Allopogon é um género de dípteros pertencente à família Asilidae.
Espécies:
- Allopogon anomalus (Carrera, 1947)
- Allopogon argyrocinctus (Schiner, 1867)
- Allopogon basalis (Curran, 1935)
- Allopogon castigans (Walker, 1851)
- Allopogon equestris (Wiedemann, 1828)
- Allopogon miles (Wiedemann, 1828)
- Allopogon necans (Wiedemann, 1828)
- Allopogon placidus (Wulp, 1882)
- Allopogon tesselatus (Wiedemann, 1828)
- Allopogon vittatus (Wiedemann, 1828)